# Stazione di Sieci
La stazione di Sieci è una fermata ferroviaria che serve Le Sieci, frazione del comune di Pontassieve sulla linea ferroviaria Firenze-Roma.
La gestione degli impianti è affidata a Rete Ferroviaria Italiana (RFI).

## Struttura ed impianti

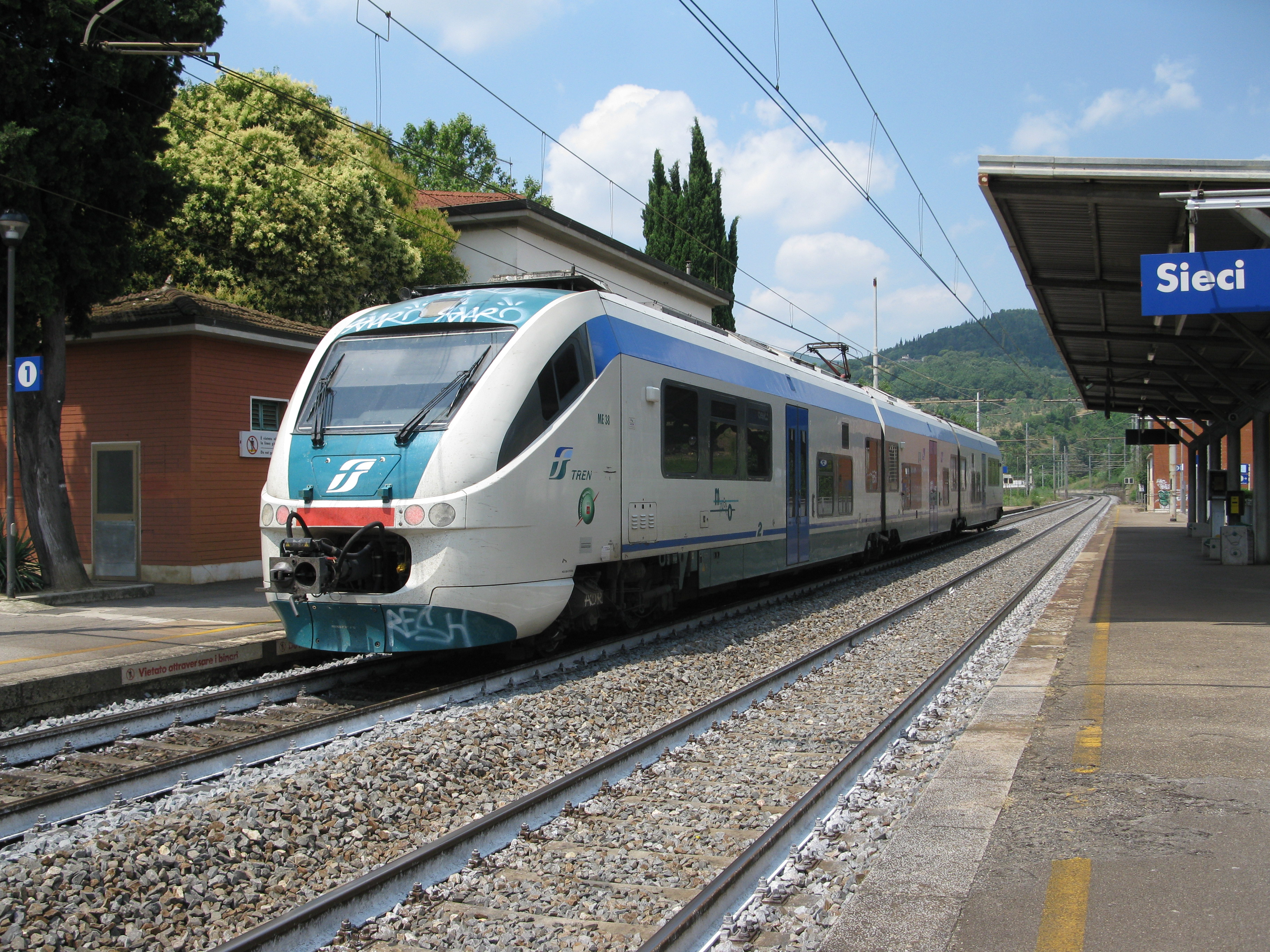
Treno Minuetto in sosta al binario 1

Il fabbricato viaggiatori è una struttura a due livelli di cui solo il piano terra è accessibile per i viaggiatori mentre il piano superiore è abbandonato. Il fabbricato ha una forma rettangolare ed è tinteggiato di bianco.
La maggior parte del fabbricato viaggiatori è chiuso al pubblico ad eccezione di uno piccolo spazio di circa 10 metri quadrati che ospita la sala d'attesa, la biglietteria automatica, la validatrice, un monitor che visualizza le partenze dei treni e gli orari cartacei.

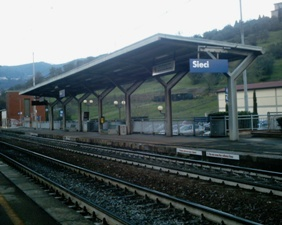

Vicino al fabbricato viaggiatori c'è un piccolo fabbricato ad un solo piano ed in mattoni che un tempo ospitava i servizi igienici. Dall'altra parte (al termine della banchina del binario 2) è presente la cabina elettrica della stazione.
Il piazzale si compone di due binari entrambi passanti e di corsa: il primo è usato dai treni in direzione Firenze, mentre il secondo per i treni in direzione Arezzo e Borgo San Lorenzo. Entrambi i binari sono serviti da banchina e collegati fra loro da un sottopassaggio che tramite alcune rampe può essere usufruito anche dai disabili o da persone a mobilità ridotta. Per proteggere i viaggiatori dalle intemperie è presente presso la banchina del binario 2 una grossa pensilina in metallo che ospita sotto di sé alcune panchine.
Gli spazi antistanti il fabbricato viaggiatori ospitano anche una BTS del servizio GSM-R di RFI.

## Movimento
La stazione è impresenziata in quanto è gestita in telecomando dal Dirigente Centrale Operativo (DCO) di Firenze Campo di Marte.

### Passeggeri
Con l'attivazione del Memorario la frequenza dai treni è aumentata a tre treni orari sia verso sud che verso nord.
Questa fermata viene servita da soli treni regionali e le loro principali destinazioni sono: Firenze Santa Maria Novella, Borgo San Lorenzo, Prato Centrale, Pistoia, Montevarchi, Chiusi-Chianciano Terme ed Arezzo.

## Servizi
La stazione dispone di:
- Biglietteria automatica attiva 24/24h (solo biglietti regionali)
- Sottopassaggio
- Sala di attesa
- Stazione accessibile ai disabili.

Per quanto riguarda le informazioni ai viaggiatori la stazione dispone di numerosi monitor che visualizzano gli arrivi, le partenze e gli eventuali ritardi dei treni ed alcuni altoparlanti che coprono tutta la stazione. Sia i monitor sia gli altoparlanti sono dotati di software CTC Plus.